# خواکین ایبانز (بازیکن فوتبال، زاده ۱۹۹۵)
خواکین ایبانز (انگلیسی: Joaquín Ibáñez؛ زادهٔ ۱۸ ژوئیهٔ ۱۹۹۵) بازیکن فوتبال اهل آرژانتین است.